# 방목

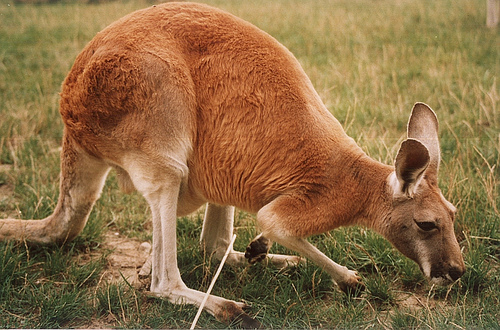
방목 중인 붉은 캥거루.

방목(放牧, 영어: grazing)은 가축을 놓아기르는 일을 가리키며, 방축(放畜)이라고도 한다. 초식동물에게 벼와 같은 식물이나 조류와 같은 다세포 생물을 먹이는 한 방법이다. 농업에서 방목은 가축에게 풀과 기타 여물을 먹여 고기, 젖 등의 산물을 만들어내는 하나의 방법이기도 하다. 가축의 방목을 전문으로 하는 사람은 방목공(放牧工)이라고 부른다.
육생 동물들의 경우 방목은 일반적으로 나무나 관목에서 난 잎과 잔가지를 뜯어먹는 행위와는 구별된다. 참된 의미의 포식과도 구별되는데, 그 이유는 방목이 되는 동물들은 일반적으로 도살을 위한 것이 아니기 때문이다. 방목은 기생 관계가 아닌, 다른 둘 이상 수의 종이 서로 영향을 주고 받는 공생 관계에서 이루어진다.

## 같이 보기
- 축산
- 목초지